# Otok Jakljan
Otok Jakljan är en ö i Kroatien.   Den ligger i länet Dubrovnik-Neretvas län, i den sydöstra delen av landet, 400 km söder om huvudstaden Zagreb. Arean är 3,4 kvadratkilometer.
Terrängen på Otok Jakljan är lite kuperad. Öns högsta punkt är 205 meter över havet. Den sträcker sig 3,1 kilometer i nord-sydlig riktning, och 4,4 kilometer i öst-västlig riktning.